# ويليام د. بورتر
ويليام د. بورتر (بالإنجليزية: William D. Porter)‏ هو ضابط أمريكي، ولد في 10 مارس 1808 في نيو أورلينز في الولايات المتحدة، وتوفي في 1 مايو 1864 في نيويورك في الولايات المتحدة.